# Bromobenzè
El bromobenzè o bromobenzé és un compost orgànic amb la fórmula C₆H₅Br. És un líquid incolor, encara que amb el temps pod adquirir un color groc. És un reactiu en síntesi orgànica.

## Síntesi
El bromobenzè es prepara per l'acció del brom sobre el benzè en presència d'un àcid de Lewis, com el bromur fèrric, que actua com a catalitzador.
El bromobenzè s'utilitza per introduir un grup fenil en altres compostos. Un mètode consisteix en la seva conversió al reactiu de Grignard, bromur de fenilmagnesi. Es pot utilitzar aquest reactiu, per exemple en la reacció amb el diòxid de carboni per preparar àcid benzoic. Altres mètodes inclouen reaccions d'acoblament catalitzades per pal·ladi, com la reacció de Suzuki. El bromobenzè s'utilitza com a precursor en la fabricació de fenciclidina.